# جان بيار ريتشارد
جان بيار ريتشارد (بالفرنسية: Jean-Pierre Richard)‏ هو ناقد أدبي فرنسي، ولد في 15 يوليو 1922 في مارسيليا في فرنسا، وتوفي في 15 مارس 2019 في باريس في فرنسا.